# BNP Paribas
Die BNP Paribas S.A. ist eine französische Großbank, die am 23. Mai 2000 durch die Fusion der Banque Nationale de Paris (BNP) und der Bank Paribas entstand. 
Vertreten in 71 Ländern, war sie gemessen an den Einlagen 2010 die größte Bank Europas, gemessen am Börsenwert im Jahr 2019 die drittgrößte Bank Europas und gemessen an der Bilanzsumme die zweitgrößte Bank in Europa. Zusammen mit der Société Générale und dem Crédit Lyonnais gehört sie zu den drei alten Geschäftsbanken Frankreichs („les trois vieilles“).
Die Bank gehört zu den weltweit wichtigen Finanzinstituten, die vom Finanzstabilitätsrat als global systemrelevant eingestuft wurden. Sie unterliegt damit einer speziellen Überwachung und besonders strengen Anforderungen an die Ausstattung mit Eigenkapital.

## Geschichte
Die Banque de Paris wurde 1869 gegründet und fusionierte 1872 mit der 1863 in Amsterdam gegründeten Banque de crédit et de dépôt des Pays-Bas zur Banque de Paris et des Pays-Bas („Bank von Paris und den Niederlanden“). Aus ihr entstand 1968 die Finanzholding-Gesellschaft Compagnie Financière de Paris et des Pays-Bas.
Die Bank wurde im Februar 1982 verstaatlicht. Anfang 1987 wurde sie dann erneut privatisiert. Im Jahr 1997 war sie Gegenstand eines öffentlichen Umtauschangebots ihrer Muttergesellschaft, der Compagnie Financière de Paribas, und am 12. Mai 1998 beteiligte sie sich an der Gründung der neuen Paribas durch eine Fusion mit der Compagnie Financière de Paribas, der Compagnie Bancaire und der Compagnie de Navigation Mixte.
Die Banque Nationale de Paris (BNP) entstand 1966 aus der Fusion der Banque Nationale du Commerce et de l’Industrie (BNCI) mit dem Comptoir National d’Escompte de Paris („Nationale Diskontbank Paris“; kurz CNEP). Sie wurde 1993 privatisiert.
1999 lieferte sich die BNP mit ihrer Konkurrentin Société Générale eine komplizierte Übernahmeschlacht an der Börse, wobei die Société Générale ein Gebot für Paribas abgab, das von der BNP mit einem Gegengebot für Paribas und einem Gebot für die Société Générale beantwortet wurde. Während das Gebot für die Société Générale scheiterte, führte das Gegengebot für Paribas letztlich zum Zusammenschluss von BNP und Paribas.
Bis 2001 wurden alle Einnahmen des Iraks aus dem Oil-for-Food-Programm ausschließlich auf einem Treuhänderkonto bei der BNP Paribas verwaltet. Danach wurden sie bei mehreren ungenannten internationalen Banken eingezahlt.
2002 übernahm die BNP Paribas die deutsche Direktbank Consors mit Sitz in Nürnberg und 2006 das sechstgrößte italienische Bankinstitut Banca Nazionale del Lavoro. Ab Oktober 2008 arbeitete die BNP Paribas daran, die Fortis Bank Belgium SA zu übernehmen.
Im Rahmen der Finanzkrise erklärte die französische Regierung im Januar 2009 ihre Bereitschaft zu Finanzhilfen für die BNP Paribas. Im Dezember 2008 hatte der Staat bereits nachrangige Schuldtitel über 2,55 Mrd. Euro von der BNP übernommen, die diese nunmehr Ende März 2009 abgelöst hat. Das Finanzministerium erklärte am 31. März 2009, die staatliche Beteiligungsgesellschaft SPPE Société de Prise de Participation de l’Etat werde für 5,1 Mrd. Euro BNP Paribas ca. 187 Mio. Vorzugsaktien ohne Stimmrechte übernehmen. Dadurch steigt die Tier 1-Kapitalquote auf 8,4 Prozent und die Equity-Tier 1 Kapitalquote auf 6,5 Prozent. Ende September 2009 gab die Bank bekannt, dass sie zur Finanzierung dieser Maßnahme eine Kapitalerhöhung vornehmen werde. Dabei ist die Ausgabe neuer Aktien im Wert von 4,3 Mrd. € geplant. Danach hält der französische Staat 17,03 Prozent der Anteile und ist größter Einzelaktionär vor der AXA Versicherungsgruppe und den Beschäftigten der BNP mit jeweils 4,8 Prozent.
Bei einigen Geschäften in den Jahren 2002 bis 2009 verstieß die BNP Paribas gegen US-Wirtschaftssanktionen gegen den Sudan, den Iran und Kuba. 2014 erklärte sich die Bank schuldig. Durch die Zahlung von 8,83 Milliarden Dollar entging sie einem drohenden Gerichtsverfahren und rettete ihre US-Banklizenz, die für Geschäfte in den USA notwendig ist. BNP durfte allerdings ein Jahr lang bestimmte Geschäfte in US-Dollar nicht mehr abwickeln. Zudem mussten 13 Mitarbeiter das Institut verlassen.
2013 soll die BNP Paribas Rücklagen im Wert von 94,4 Milliarden Euro gehabt haben. 2015 verwaltete sie ein Vermögen von 582,97 Milliarden US-Dollar.

## Geschäftsaktivitäten

### Profil
BNP Paribas beschäftigt 190.000 Mitarbeiter und erreicht eine Präsenz in 65 Ländern. Die Bank fokussiert sich auf die drei Kerngeschäftsfelder „Retail Banking“, „Corporate and Institutional Banking“ sowie „Investment Solutions“. Nach eigenen Angaben ist BNP Paribas mit über 60 Milliarden Euro der größte Asset Manager der Welt von Anlagen mit Nachhaltigkeitsthemen.
In Frankreich ist BNP Paribas mit 2.140 Filialen und 4.900 Bankautomaten im Privatkundengeschäft mit 6,9 Mio. französischen Haushalten, 500.000 Unternehmern und 20.000 Firmenkunden verbunden.

### Expansion nach China
Am 23. September 2005 erwarb BNP Paribas einen 20%igen Anteil an der chinesischen Nanjing City Commercial Bank, wie ein Pressebericht in der chinesischen Staatspresse berichtete. Die Oriental Morning Post aus Shanghai erläuterte, dass BNP dafür US$ 100 Mio. zahlte, obwohl ein Bankmitarbeiter diese Summe dementierte. Er lehnte es jedoch ab, weitere Details bekannt zu geben. Die französische Zeitung La Tribune berichtete, dass BNP Paribas mit vier chinesischen Geschäftsbanken – Ningbo, Wuxi, Nanjing und Suzhou – sprach und bereit war, zwischen US$ 50 und 100 Mio. zu investieren.
„Wir sprachen mit verschiedenen Kreditinstituten, aber nur BNP zeigte Vertrauen. Es war nicht einfach für uns, eine gute Vereinbarung zu erreichen“, erläuterte ein Offizieller der Nanjing City Commercial Bank. BNP lehnte einen Kommentar ab. Die International Financial Corporation, die Investmentbank der Weltbank, besitzt bereits 15 % der Nanjing City Commercial Bank, die über eine reguläre Zulassung zur Notierung an der nationalen Börse des Landes verfügt.

### Übernahme der belgischen Fortis-Gruppe
Am 6. Oktober 2008 übernahm im Zuge der Finanzkrise ab 2007 die französische BNP Paribas 75 Prozent des belgischen und 67 Prozent des luxemburgischen Teils der Fortis-Gruppe für 14,5 Milliarden Euro. Das Versicherungsgeschäft der Fortis-Gruppe mit Ausnahme der Fortis Netherland Insurance N.V. und exklusive der Fortis Insurance International (zu der auch Fortis Deutschland Lebensversicherung AG als Tochterunternehmen gehört) übernahm BNP zu 100 %.
Aufgrund von Klagen belgischer Kleinaktionäre entschied ein belgisches Gericht Mitte Dezember 2008, dass eine Übernahme der Fortis-Gruppe in Belgien bis zu einer Entscheidung der Aktionäre ausgesetzt werden müsse. Auf der Fortis-Hauptversammlung am 11. Februar 2009 entschieden sich 50,3 Prozent der Aktionäre gegen eine Aufspaltung der Fortis-Holding, gegen einen Teilverkauf an den belgischen Staat und gegen einen Weiterverkauf an die BNP Paribas.
Die Fortis Bank Belgium wurde am 12. Mai 2009 von der belgischen Staatsholding SFPI/FPIM übernommen und in BNP Paribas Fortis umbenannt.

### Organisation Deutschland (Auswahl)
In Deutschland ist BNP Paribas seit 1947 und heute mit mehr als 5300 Mitarbeitern an 19 Standorten vertreten.
Marken der deutschen Niederlassung
- Consorsbank, Direktgeschäft
- DAB BNP Paribas, für unabhängige Vermögensverwalter, Fondsvermittler, Anlageberater und institutionelle Kunden,
- BNP Paribas Wealth Management, Private Banking
- BNP Paribas Corporate & Institutional Banking, Geschäftskunden

Tochterunternehmen und Tochterniederlassungen
- Von Essen Bank
- Arval Deutschland, Fuhrparkdienstleister
- Cardif (Kreditversicherungen)
- BNP Paribas Factor
- BNP Paribas Investment Partners
- BNP Paribas Lease Group (Leasing und Finanzierung von Anlagegütern)
- BNP Paribas Real Estate Deutschland (Immobilien)[26]
- BNP Paribas Securities Services

- Consors Finanz BNP Paribas (hervorgegangen aus dem Joint-Venture Commerz Finanz)

### Organisation International (Weitere, Auswahl)
- Banque de Bretagne

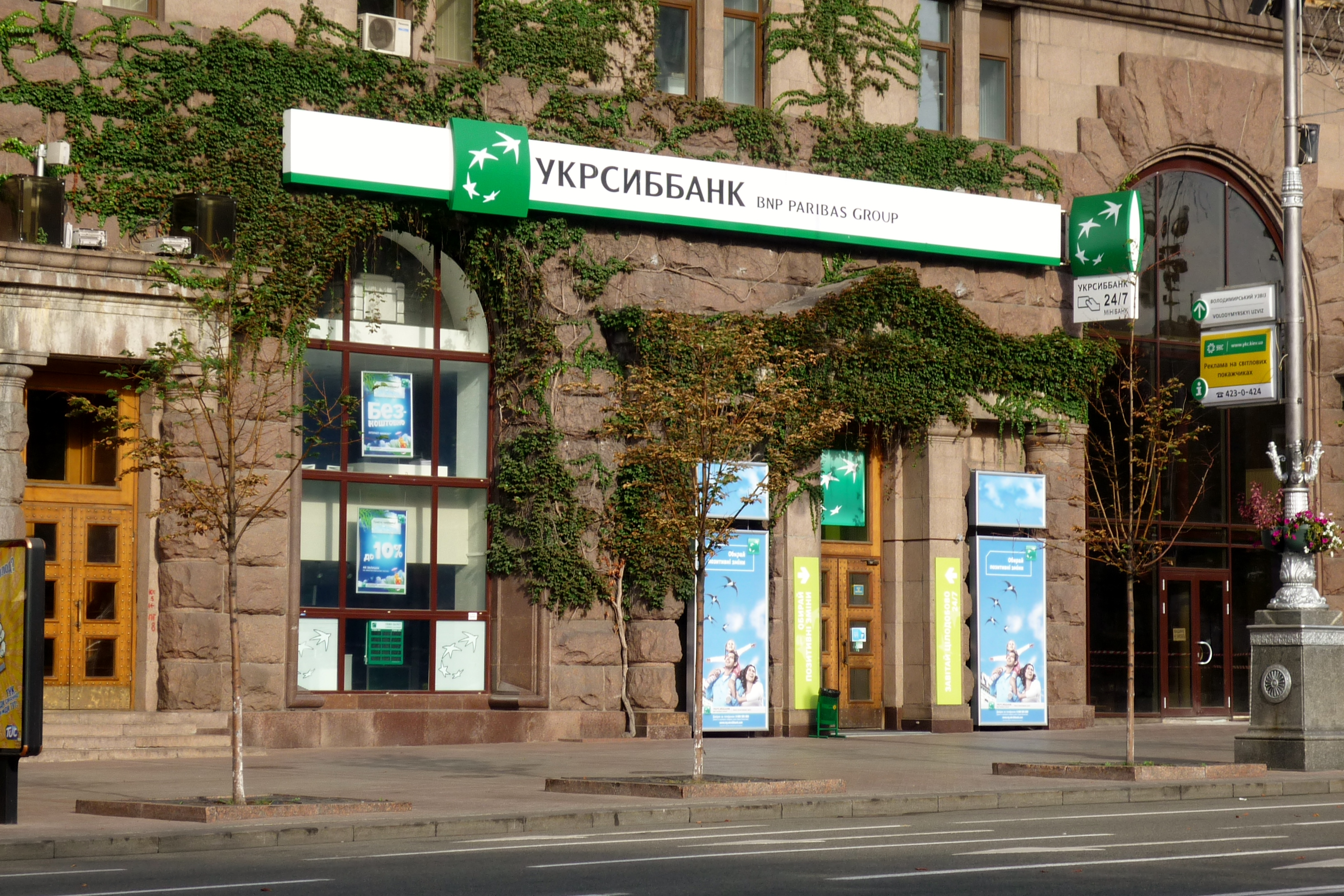
UkrSibBank Bankfiliale am Chreschtschatyk in Kiew

- BancWest (Bank of the West & First Hawaiian Bank bis 2019)
- BNP Paribas Fortis (ehemals Fortis Bank Belgium)
- BNP Paribas Arbitrage SNC
- BGL BNP Paribas (Luxemburg)
- BNP Paribas (Suisse) SA
- BNP Paribas Asset Management
- BNP Paribas Hongkong
- TEB Türk Ekonomi Bankası (Türkei)
- Ukrsibbank (Ukraine)
- L’Atelier

### Börsendaten
BNP Paribas ist an der Euronext-Börse in Paris und an der Tokyo Stock Exchange notiert und gehört dem französischen Börsenindex CAC40 an.

### Sponsoring
BNP Paribas ist u. a. Sponsor des Davis Cups und der French Open im Tennis sowie Trikotsponsor des RSC Anderlecht.

## Kritik

### Strafzahlungen
Im September 2010 wurde BNP Paribas mit zehn anderen Banken vom Conseil de la Concurrence zu einer Geldbuße in Höhe von 381,1 Millionen Euro verurteilt. Die Banken hatten eine Verabredung getroffen, der zufolge sie von Januar 2002 bis Juli 2007 von ihren Kunden 4,3 Cent Scheckgebühren je Scheck verlangten, um Extragewinne zu erzielen. Dies betraf 80 % der in Frankreich verwendeten Schecks. Bis 2002 war der Scheckverkehr in Frankreich kostenfrei. Nach dem Einschreiten der Bankenaufsicht, die die Gewinne „unrechtmäßig“ nannte, wurde diese Praxis beendet. Die Banken dieses Kartells wurden außerdem für überzogene Gebühren mit zusammen 3,8 Millionen Euro bestraft. BNP spielte nach Ansicht des Conseil de la Concurrence eine führende Rolle im Kartell, weswegen ihre Strafe 10 % höher ausfiel. Sie wurde um weitere 20 % erhöht, da BNP bereits im Jahr 2000 wegen Wettbewerbsbehinderung zu einer Strafe verurteilt worden war. Am 2. Mai 2015 wurde BNP Paribas unter Führung von Jean-Laurent Bonnafé und Jean Lemierre erneut zu 140 Millionen US-Dollar durch US-Strafverfolgungsbehörden verurteilt.

### Antisemitische Vorwürfe
Im Jahre 2016 zahlte BNP 40 Millionen US$ im Rahmen eines Vergleichs an einen jüdischen Angestellten, der entlassen wurde, nachdem er sich darüber beschwert hatte, dass er von der Bank gezwungen worden war, wiederholt ein 4-minütiges Trainingsvideo zu schauen, in dem der CEO der Deutschen Bank als Hitler parodiert wurde. In dem Video wurden Deutsche-Bank-Angestellte als Nazisoldaten dargestellt, es fielen auch die Wörter „drittes Reich“ und „große polnische Operation“. Des Weiteren hatten Kollegen antisemitische Bemerkungen gemacht. Diese Tatbestände waren aber verjährt.

### Risikomanagement-Affäre
Am 28. Mai 2016 veröffentlichte der Focus einen Artikel über einen Mistradefall über 163 Millionen Euro, in den die BNP Paribas Arbitrage verwickelt sein soll. Dabei soll die Bank Wertpapiere für 326.400 Euro an Armin S. verkauft haben, deren echten Wert sie nachträglich auf 163 Millionen Euro beziffert. Der Fehler soll der Bank tagelang nicht aufgefallen sein, zwischenzeitlich hatte die BNP den Preis sogar noch einmal schriftlich bestätigt. Laut dem Magazin wäre jedoch eine Stornierung des Geschäftes aufgrund der Mistraderegelung nur bis zum nächsten Tag möglich gewesen. In dem Artikel wird sein Rechtsanwalt Mario Bögelein wie folgt zitiert: „Eine Bank, die einen Fehler in dieser Größenordnung nicht bemerkt, handelt grob fahrlässig und ist schon deshalb nicht schutzwürdig“.
Die Financial Times und die Frankfurter Allgemeine Zeitung veröffentlichten im März 2018 Artikel mit weiteren Details. Darin wird aus internen BNP-Dokumenten zitiert und erklärt, warum der Irrtum nicht schon früher aufgefallen ist: „Wie sich im Laufe von weiteren Nachforschungen herausstellte, verhinderte eine technische Störung innerhalb des Handelssystems ab dem 2. Dezember 2015 eine automatisierte Bearbeitung aller ab diesem Zeitpunkt abgeschlossenen Geschäfte in Bezug auf Sekundärmarkttransaktionen in strukturierten Produkten im deutschen Markt“. Die Financial Times schätzt, dass 8500 Geschäfte in einer Woche betroffen waren. Armin S. wird dort zitiert mit den Worten „I don’t think it’s fair if on the one hand, BNP wants to rely on statutory safeguard clauses but on the other hand they ignored all control-tasks imposed by the regulators—ECB, BaFin and AMF—for a whole week.“ („Ich denke nicht, dass es fair ist, wenn sich BNP einerseits auf gesetzliche Schutzklauseln berufen will, andererseits aber alle von Regulierern – EZB, BaFin und AMF – verordnete Kontrollmechanismen eine ganze Woche missachtete.“)